# Suchoi Su-15
Die Suchoi Su-15 (russisch Сухой Су-15, NATO-Codename: Flagon) war ein zweistrahliger Abfangjäger der Zeit des Kalten Krieges aus sowjetischer Produktion. Das Flugzeug war eine Weiterentwicklung der Suchoi Su-11 und flog erstmals am 30. Mai 1962. Mit seiner Höchstgeschwindigkeit von über Mach 2 entsprach es dem sowjetischen Konzept der bodengesteuerten Abfangtaktik mit luftgestützten Raketen. Die Su-15 war das erste in Serie produzierte Modell der Suchoi-Familie mit zwei Triebwerken. Die letzten Maschinen des Typs wurden in Russland 1992 außer Dienst gestellt und durch die moderneren MiG-29 und Su-27 ersetzt.

## Entwicklung/Versionen

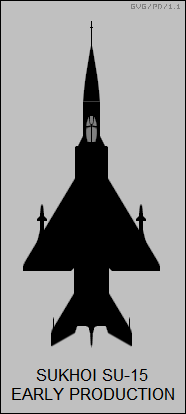
Su-15

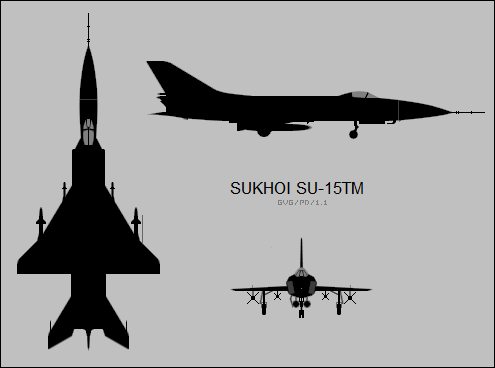
Su-15TM

Im OKB Suchoi entstanden 1958/59 als Vorstufe zur Entwicklung eines modernen Abfangjägers für die Luftverteidigung die einstrahlige T-49 und die zweistrahlige T-5. Beide basierten unmittelbar auf dem Erprobungsflugzeug T-43. Während mit der T-49 die Zelle und die Systemausstattung für das künftige Jagdflugzeug getestet wurde, diente die T-5 vor allem zur Erprobung der Triebwerksanordnung und des Treibstoffsystems. Die gewonnenen Erkenntnisse flossen schließlich in den Prototyp T-58D-1 ein. Er besaß Deltaflügel mit einer Vorderkantenpfeilung von 60°, zwei Triebwerke Tumanski R11F2S-300 mit je 60,6 kN Schub und ein Grenzschichtbeeinflussungssystem zur Verbesserung der Langsamflugeigenschaften. Da die Antenne des Funkmesskomplexes Orjol-D (System BRLS) einen sehr großen Durchmesser hatte, wurden die regelbaren Lufteinläufe weit hinter dem Cockpit angeordnet. Zusätzlich verfügte das Flugzeug über den Katapultsitz KS-4, eine Datenübertragungsanlage „Lasur“ zur Übermittlung der Zieldaten sowie die nötigen Ziel- und Feuerleitgeräte für die Raketen R-8M oder R-98 (AA-3 „Anab“).
Die Weisung 139-67 des Ministerrates zur Weiterentwicklung der Su-11 (die nicht die Anforderung zum Abfangen hoch und schnell fliegender Ziele mit Luft-Luft-Raketen erfüllte) wurde am 5. Februar 1962 erteilt und schon am 30. Mai 1962 startete die T-58D-1 mit Wladimir Iljuschin (dem Sohn des Konstrukteurs) als Testpilot zum Erstflug und bestätigte die in sie gesetzten Erwartungen, so dass die Entscheidung zum Serienbau fiel. Noch zwei weitere Prototypen wurden vor allem zum Test der unterschiedlichen Radarausrüstungen (z. B. Orjol-D) gebaut und ab Mai (T-58D-2) bzw. Oktober 1963 (T-58D-3) getestet. Die staatliche Erprobung begann im August 1963 und wurde bis Juni 1964 abgeschlossen. Im April 1965 wurde der Entwurf vom Ministerrat der UdSSR für die Serienproduktion freigegeben und die ersten als Su-15 bezeichneten Serienmaschinen aus dem Flugzeugwerk Nr. 153 in Nowosibirsk 1967 an die Luftverteidigung ausgeliefert, die den NATO-Codenamen Flagon-A erhielten.
1965/66 wurde der ursprüngliche zweite Prototyp T-58D-2 als T-58L (verschiedentlich auch als Su-15L bezeichnet) für Fahrwerkserprobungen verwendet. 1966 entstand aus dem ersten Prototyp die T-58WD (auch als Su-15WD bzw. mit dem NATO-Codename Flagon-B bezeichnet) eine STOL-Variante mit drei Hubtriebwerken Kolessow RD-36-35 (je 23,49 kN) im Rumpf. Diese wird heute auch als Prototyp T-6-1 des späteren Frontbombers Su-24 bezeichnet.
Die erste öffentliche Vorstellung der Su-15 erfolgte auf der Luftparade 1967 in Domodedowo, bei der auch die nie in Serie gebaute T-58WD gezeigt wurde.
Ende der sechziger Jahre leitete Suchoi aus dem Jagdflugzeug den unbewaffneten doppelsitzigen Trainer Su-15UT (NATO-Codename „Flagon-C“) ab. 1969 wechselte der Serienbau des Jägers auf die Su-15T (NATO-Codename „Flagon-E“) mit zwei Triebwerken Tumanski R-13F2-300 (je 63,65 kN Schub), dem Radarkomplex RP-26 Taifun (NATO-Codename „Twin Scan“), dem Steuerungs- und Navigationsgerät SAU-58, dem Warngerät RLS SPO-10 und zwillingsbereiftem Bugrad über. Das Warngerät wurde nochmals bei der Anfang der 1970er-Jahre eingeführten Su-15TM (NATO-Codename „Flagon-F“) modernisiert, hier kam auch das verbesserte Taifun-M-Radar zum Einbau. Erkennbar war die Su-15TM an dem Radom, das nicht konisch war, sondern eher einen Spitzbogen aufwies.
Zwischen 1969 und 1973 wurde der Entwurf grundlegend modernisiert, ohne dass für diese modernisierte Ausführung eine separate Versionsbezeichnung vergeben wurde. Der entsprechende NATO-Codename war Flagon-D. Die Modernisierung beinhaltete neue Doppeldeltaflügel, die in den Außenteilen eine auf 45° reduzierte Vorderkantenpfeilung aufwiesen. Um die Nahkampffähigkeiten zu verbessern, wurde die Bewaffnung mit R-60-Raketen (NATO-Code: AA-8 Aphid) und einem Kanonenbehälter UPK-23-250 mit einer 23-mm-Zwillingskanone ergänzt. Die Lufteinläufe wurden für die stärkeren Triebwerke R-11F2SU-300 überarbeitet.
1973 wurde eine weitere Modernisierung des Musters zur Su-15bis mit zwei Tumanski R-25F-300 (je 69,6 kN Schub) erprobt, die aber nicht in Serie ging. Im April 1976 hatte schließlich als letzte Version die Su-15UM (NATO-Codename „Flagon-G“) ihren Erstflug, ein aus der Su-15TM abgeleiteter bewaffneter doppelsitziger Trainer mit Periskop für das hintere Cockpit und dem Taifun-M.

## Einsatz
Die Su-15 wurde vor allem im Fernen Osten und hohen Norden bei der Luftverteidigung der Sowjetarmee verwendet. Bekannt wurde sie vor allem durch zwei Einsätze gegen Passagierflugzeuge.
Am 20. April 1978 kam eine Boeing 707-321 (Registrierung: HL-7429) der Korean Airlines, Flug KAL902, vom Kurs ab und wurde nach dem Eindringen in den sowjetischen Luftraum von Su-15 beschossen und zur Landung gezwungen. Bei der Landung auf einem zugefrorenen See bei Kem in der Nähe von Murmansk wurde die Maschine beschädigt. Zwei der 111 Personen an Bord kamen durch den Beschuss ums Leben.
Ein wesentlich bekannterer Vorfall ereignete sich am 1. September 1983, als der Su-15TM-Pilot Major Gennadi Ossipowitsch mit zwei Luft-Luft-Raketen (NATO-Codename AA-3 „Anab“) eine südkoreanische Boeing 747-200 der Korean Airlines (Flug KAL007) nahe der Insel Sachalin abschoss. Dabei kamen alle 269 Menschen an Bord ums Leben. Die Passagiermaschine war auf einem Nachtflug von Anchorage/Alaska nach Seoul und befand sich zu dieser Zeit bereits zweieinhalb Stunden über sowjetischem Territorium. Nach sowjetischer Darstellung war das Flugzeug vermutlich mit einem US-amerikanischen Boeing-RC-135-Aufklärer verwechselt worden, dessen Kurs die KAL007 vor dem Eindringen in den sowjetischen Luftraum über internationalen Gewässern mehrmals gekreuzt hatte.
Am 7. Juli 1985 fingen zwei Su-15TM eine schwedische Saab JA-37 Viggen während eines Aufklärungsflugs über einem sowjetischen Marinemanöver ab. Das schwedische Flugzeug drehte zunächst ab, kehrte aber später wieder in das Manövergebiet zurück. Eine Su-15 nahm daraufhin die Verfolgung auf. Der Pilot des schwedischen Jets führte daraufhin Ausweichmanöver im hohen g-Bereich aus. Der Pilot der verfolgenden Su-15 konnte aufgrund der geringeren Agilität seines Flugzeugs einen steilen Sturzflug nicht rechtzeitig abfangen. In der Folge stürzte sein Flugzeug in die Ostsee. Der Pilot Hauptmann S. Schiguljow starb bei dem Absturz. Nach diesem Vorfall brach der Pilot der JA-37 seine Mission ab und kehrte in den schwedischen Luftraum zurück.
Die Su-15 war hauptsächlich in der Sowjetunion im Dienst und wurde nach deren Zerfall bis Ende 1994 bei den Russischen Luftstreitkräften durch MiG-29 und Su-27 ersetzt. Außerdem wurde sie bis 1996 in Georgien und der Ukraine verwendet.

## Nutzer
Georgien
 Sowjetunion /  Russland
 Ukraine

## Technische Daten
| Kenngröße             | Su-15 „Flagon-A“                                                 | Su-15 „Flagon-D“                                                 | Su-15TM „Flagon-F“                                            |
| --------------------- | ---------------------------------------------------------------- | ---------------------------------------------------------------- | ------------------------------------------------------------- |
| Besatzung             | 1                                                                | 1                                                                | 1                                                             |
| Länge                 | 21,33 m                                                          | 21,41 m                                                          | 21,41 m                                                       |
| Spannweite            | 8,61 m                                                           | 9,34 m                                                           | 9,34 m                                                        |
| Flügelfläche          | 36 m²                                                            | 36,60 m²                                                         | 36,60 m²                                                      |
| Flügelstreckung       | 2,1                                                              | 2,4                                                              | 2,4                                                           |
| Höhe                  | 5,1 m                                                            | k. A.                                                            | 4,84 m                                                        |
| Leermasse             | 10.220 kg                                                        | 10.350 kg                                                        | 10.760 kg                                                     |
| max. Startmasse       | 18.000 kg                                                        | 16.700 kg                                                        | 17.200 kg                                                     |
| Triebwerke            | zwei Strahltriebwerke Tumanski R-11F2S-300 mit je 61,38 kN Schub | zwei Strahltriebwerke Tumanski R-11F2S-300 mit je 61,38 kN Schub | zwei Strahltriebwerke Tumanski R-13-300 mit je 64,75 kN Schub |
| Höchstgeschwindigkeit | 2230 km/h (auf optimaler Flughöhe)                               | 2230 km/h (auf optimaler Flughöhe)                               | 2230 km/h (auf optimaler Flughöhe)                            |
| Gipfelhöhe            | 20.000 m                                                         | 18.500 m                                                         | 18.500 m (kampfwertgesteigert 17.450 m)                       |
| Startstrecke          | k. A.                                                            | k. A.                                                            | 1150 m                                                        |
| Landestrecke          | k. A.                                                            | k. A.                                                            | 950 m                                                         |
| max. Reichweite       | 1260 km                                                          | 1305 km                                                          | 1380 km (kampfwertgesteigert 1210 km)                         |

## Bewaffnung

Dreiseitenriss

Waffenzuladung von 2.000 kg an sechs Außenlaststationen
Luft-Luft-Lenkflugkörper
- 2 × APU-4-Startschienen für je 1 × Kaliningrad K-5 resp. R-55 (AA-1 „Alkali“) – halbaktive, radargesteuert für Mittelstrecken
- 2 × PU-1-8-Startschienen für je 1 × Bisnowat R-8MR/M1R (AA-3 „Anab“) – radargesteuert für Mittelstrecken
- 2 × PU-1-8-Startschienen für je 1 × Bisnowat R-8MT/M1T (AA-3 „Anab“) – infrarotgesteuert für Mittelstrecken
- 2 × PU-2-8-Startschienen für je 1 × Bisnowat R-98R/MR (AA-3A „Anab“) – radargesteuert für Mittelstrecken
- 2 × PU-2-8-Startschienen für je 1 × Bisnowat R-98T/MT (AA-3A „Anab“) – infrarotgesteuert für Mittelstrecken
- 2 × APU-60-2-Doppelstartschienen für je 1 × Wympel R-60/R-60M (AA-8 „Aphid“) – infrarotgesteuert für Kurzstrecken

Ungelenkte Luft-Boden-Raketen
- 4 × UB-32-A73-Raketen-Rohrstartbehälter mit je 32 ungelenkten Luft-Boden-Raketen S-5; Kaliber 57 mm
- 4 × UB-16-57UDM-Raketen-Rohrstartbehälter mit je 16 ungelenkten S-5-Luft-Boden-Raketen; Kaliber 57 mm
- 4 × APU-68UM3-Raketen-Startschiene für eine ungelenkte Luft-Boden-Rakete S-24; Kaliber 240 mm

Freifallende Bomben
- 4 × FAB-100 (100-kg-Freifallbombe)
- 4 × FAB-250 (250-kg-Freifallbombe)
- 4 × FAB-500 (500-kg-Freifallbombe)

Externe Behälter
- 2 × UPK-23-250-Maschinenkanonen-Behälter mit je 1 × doppelläufiger 23-mm-Maschinenkanone Grjasew-Schipunow GSch-23L mit 250 Schuss Munition (Splitterspreng- und Panzerbrandgeschosse)
- 2 × abwerfbarer Zusatztank ZB-350 für 350 Liter Kerosin